# Surtidor de combustible

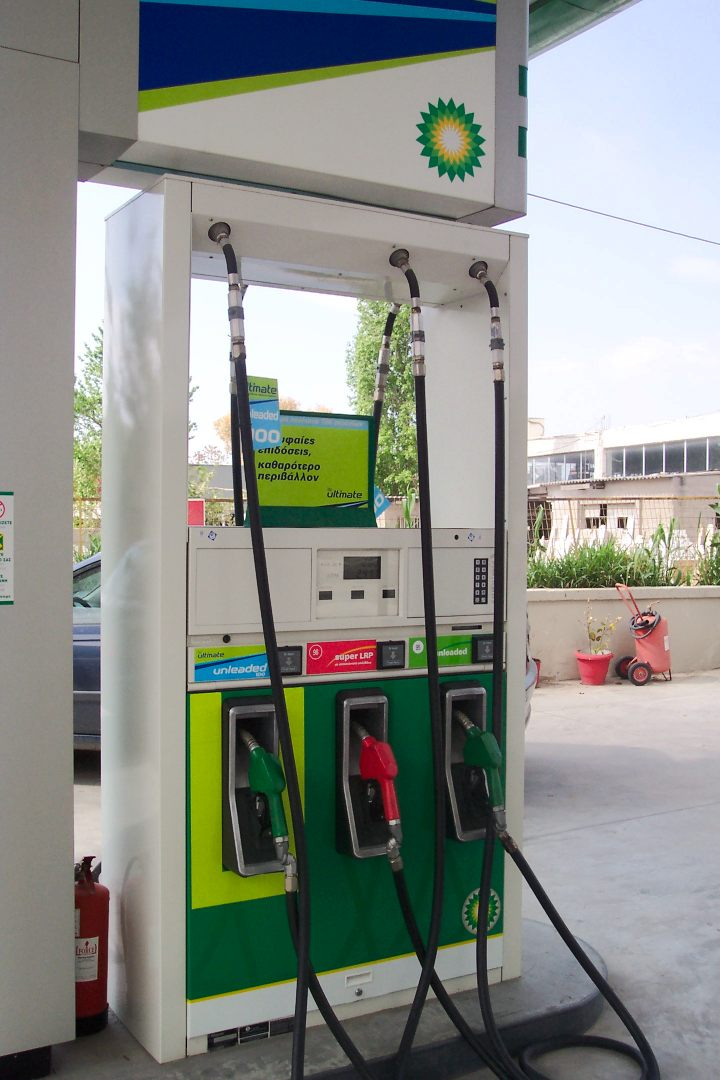
Surtidor de combustible

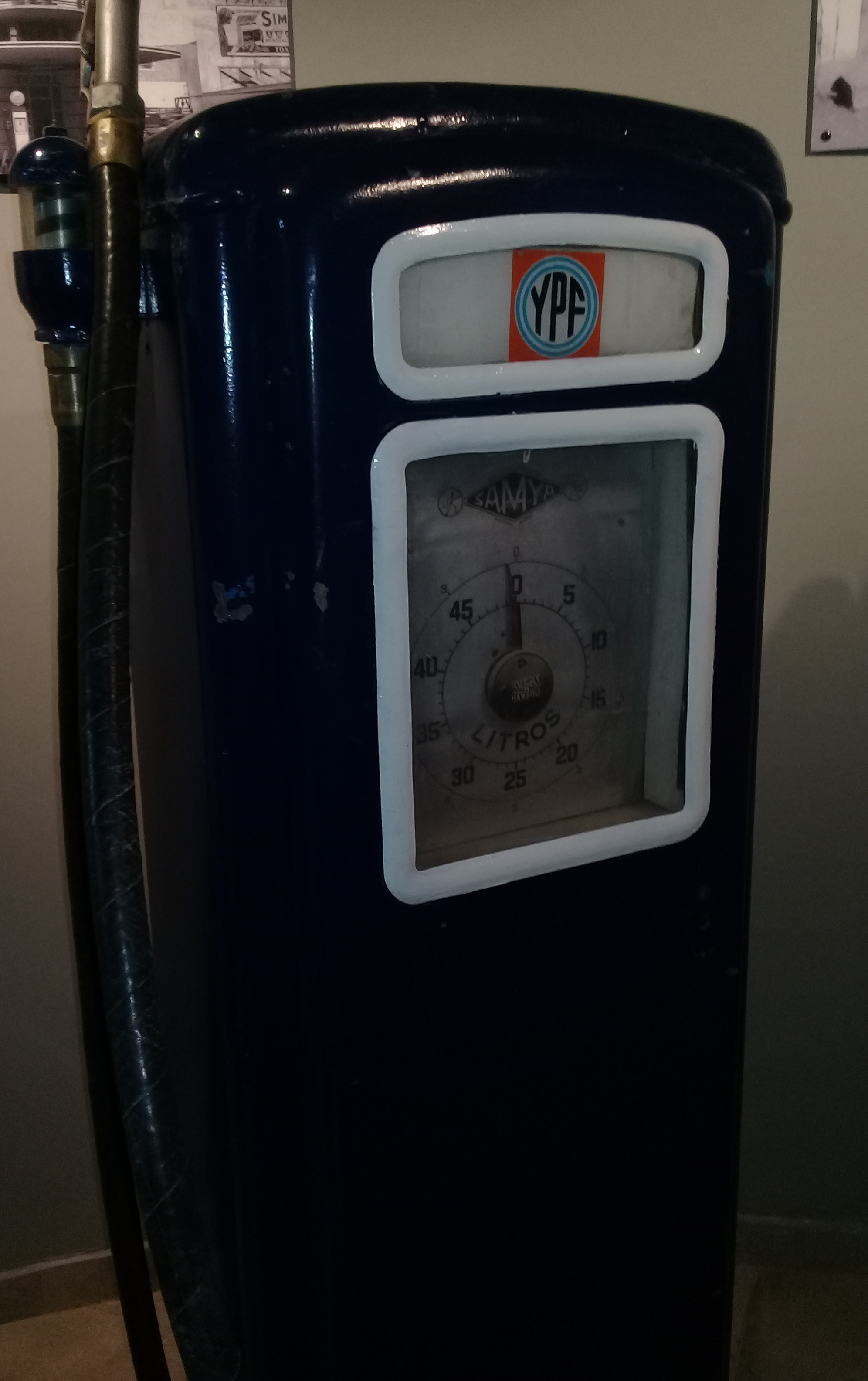
Antiguo surtidor de nafta de YPF. Mostraba el volumen de gasolina dispensado con cifras marcadas sobre unas ruedas giratorias (una por cada dígito), que estaban conectadas físicamente con una turbina que medía el flujo de combustible. El volumen medido se mostraba en galones, que es una medida de volumen americana.

El surtidor de combustible es una máquina de una gasolinera que se utiliza para poner la gasolina en coches. El surtidor de combustible también se le conoce como bomba de gas o dispensario de la gasolina.
Un dispensador de combustible se compone de dos partes principales: la "unidad de control electrónica", que contiene un sistema embebido para controlar la acción de la bomba y que se comunica con el sistema del mostrador en el interior de la tienda, y en segundo lugar, una sección mecánica que contiene una bomba eléctrica y unas válvulas para bombear físicamente el combustible.

## Diseño

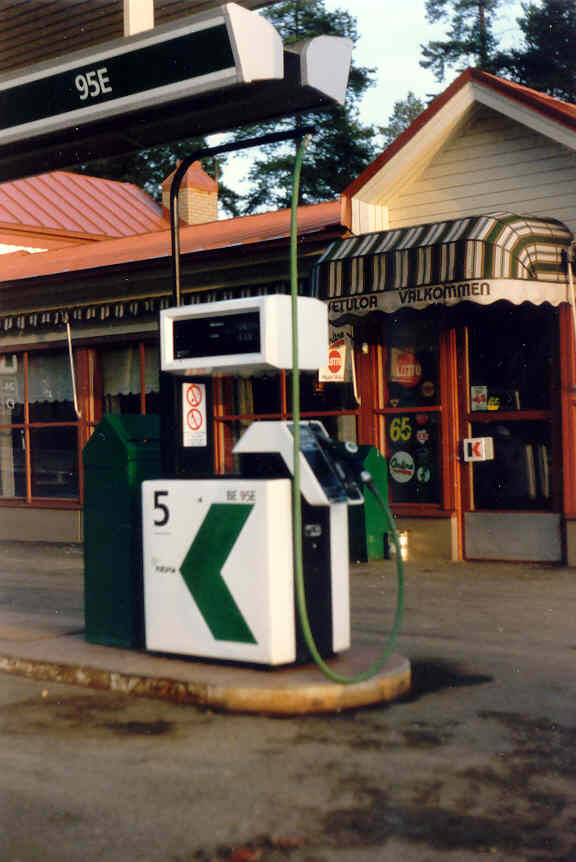
Estación de llenado de gasolina, aldea de Ömossa, Kristinestad, Finlandia.

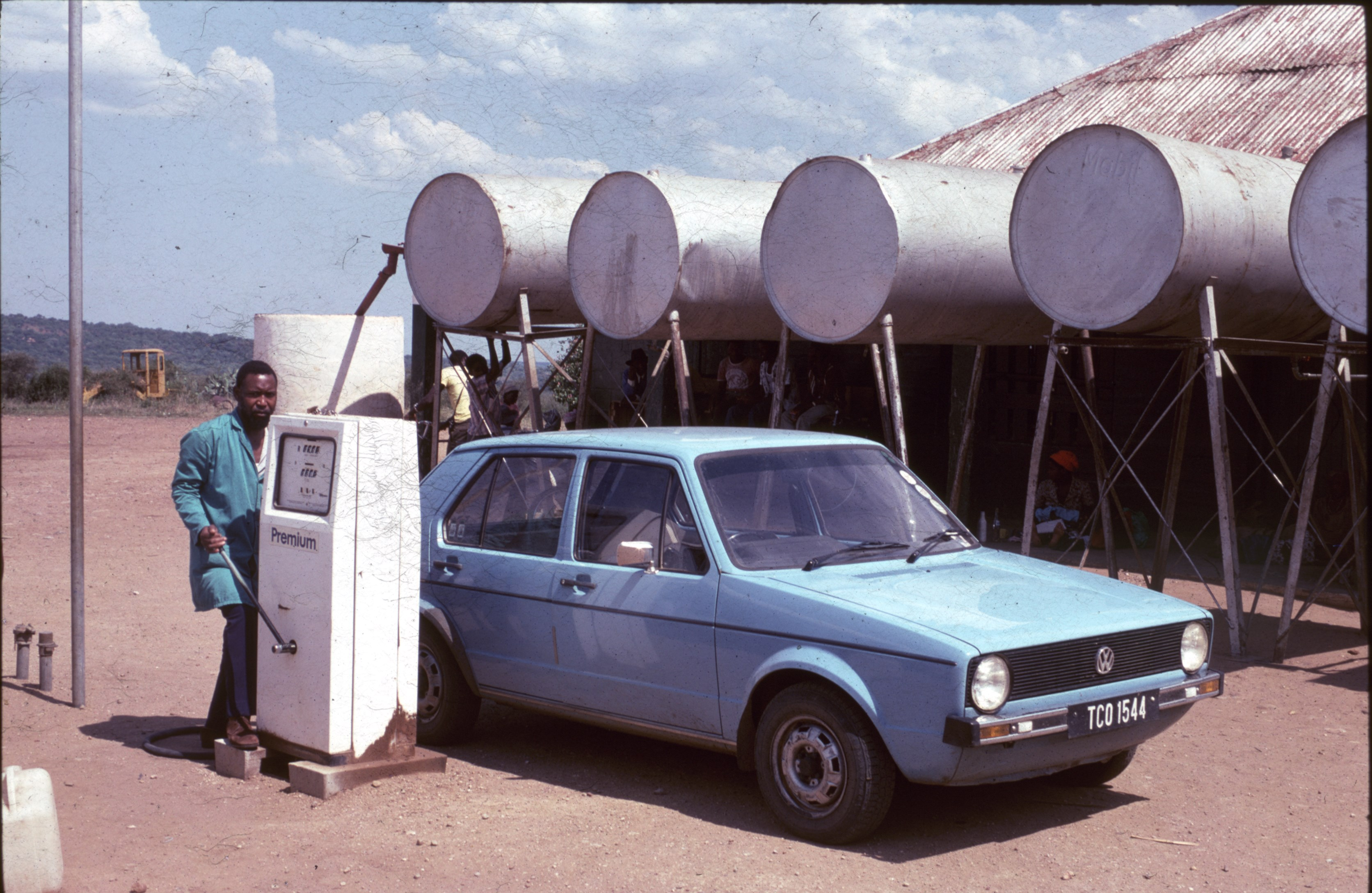
Surtidor de gasolina manual, Sudáfrica rural (KwaZulu), 1976 (los tanques del fondo son para agua de lluvia)

Los surtidores antiguos tenían un contador del volumen de gasolina dispensado, con las cifras sobre unas ruedas giratorias (una por cada dígito), que estaban conectadas físicamente con una turbina que medía el flujo de combustible.
Hoy en día el flujo del combustible se mide mediante unos álabe que hacen girar unos codificadores rotatorios que generan impulsos eléctricos. En algunos casos la bomba impulsora se puede sellar y sumergirse dentro del depósito de gasolina, en este caso se conoce como bomba sumergible).
Aparte de esto, y por un tema de seguridad, los surtidores más modernos están equipados normalmente con un sistema de control de recuperación de vapores, para evitar que los vapores de la gasolina se escapen hacia el aire de la gasolinera.
El combustible es una sustancia peligrosa y dado que los surtidores de combustible son el punto focal de distribución al público general, deben ser conformes con unos rigurosos requisitos en cuanto a seguridad y exactitud. Los detalles exactos varían entre países diferentes y pueden depender hasta cierto punto de los políticos. Por ejemplo, en los países que luchan contra la corrupción, los surtidores de combustible pueden ser supervisados por funcionarios para detectar tentativas de defraudar a los clientes.
Normalmente, los surtidores antes de poder operar, deben ser certificados individualmente después de la instalación por parte de un inspector de la "Oficina de pesos y medidas" del gobierno, que compruebe que el dispensador muestra la misma cantidad que suministra realmente.
Hay varias compañías que fabrican surtidores de combustible en todo el mundo. Tres de las más grandes son: Tokheim Service Group, Gilbarco Veeder-Root y Wayne Fueling Systems.

## Boquilla de combustible de cierre automático
Las bombas de gasolina modernas tienen un sistema de cierre automático que detiene el flujo de gasolina cuando el depósito está lleno. Esto se hace con un segundo tubo, el "tubo de detección", que discurre a lo largo del interior del tubo de la boquilla hasta una Bomba Venturi en el mango de la bomba. Una válvula mecánica conectada a una membrana sensora detecta este cambio de presión y dispara el gatillo de la bomba, impidiendo el flujo de combustible
La válvula de cierre automático fue inventada en Olean, Nueva York en 1939 por Richard C. Corson. En un muelle de carga en la Socony-Vacuum Oil Company, Corson observó a un trabajador llenando un barril de gasolina y pensó que era ineficaz. Más tarde el sonido de un inodoro (al vaciar el agua de la cisterna) le dio la idea de una "válvula de mariposa". Después de desarrollar un prototipo con su asistente, Paul Wenke, Corson hizo la sugerencia a la compañía que más tarde presentó una patente en su nombre. La intención inicial del equipo era la de "permitir a una persona llenar más de un barril [de gasolina], al mismo tiempo". Este mecanismo se convirtió poco después en la bomba de gasolina moderna con válvula de corte automàtico.

## Nota
1. ↑  12/25/1991 ¿Cómo funciona la bomba de gasolina se apaga automáticamente cuando el tanque de gasolina está lleno?. Pa.msu.edu. Archivado desde el original el 28 de octubre de 2011. Consultado el 12 de octubre de 2011.
2. ↑  Plueddeman, Charles. «Revelación de misterios Automoción». Editorial.autos.msn.com. Archivado desde el original el 31 de mayo de 2012. Consultado el 12 de octubre de 2011.
3. ↑  patente US2316934 - Llenado de Barriles. Google.com. Consultado el 10 de diciembre de 2011.
4. ↑  Sampson, Julia (26 de abril de 2010). «¿Sabías que? Bomba de gasolina válvula de cierre fue inventado en Olean». Olean Times Herald.